# Новозеландський альпійський клуб
Альпійський клуб Нової Зеландії (англ. New Zealand Alpine Club, NZAC) — альпійський клуб, який був заснований у 1891 році і є одним із найстаріших альпійських клубів у світі. NZAC є національною альпіністською організацією в Новій Зеландії та є членом Міжнародного союзу асоціацій альпінізму. Він налічує понад 4400 членів, які розподілені по дванадцяти секціям, одинадцять у Новій Зеландії та одна в Австралії, а також члени в інших країнах. Клуб керує національним офісом у Крайстчерчі.

## Історія
NZAC було засновано 28 липня 1891 року в готелі «Ворнерс» у Крайстчерчі. Леонард Гарпер (Крайстчерч, член парламенту регіону Кентербері, Нова Зеландія) був заочно обраний інавгураційним головою; на той час, 25 липня, він виїхав до Англії (коли він перебував у від'їзді, було виявлено факт привласнення ним певної суми грошових коштів; тому він не повернувся в Нову Зеландію). Фредерік Гаттон (Крайстчерч), Едвард Сілі (Тімару), Малкольм Росс (Данідін) і Джон Голланд Бейкер (Веллінгтон) були обрані інавгураційними віце-президентами. Артур Пол Гарпер, син Леонарда Гарпера, зайняв посаду інавгураційного секретаря та скарбника клубу.

## Опис
Клуб активно популяризує скелелазіння в Новій Зеландії та за кордоном. Він публікує путівники до гір Нової Зеландії та окремих місць для скелелазіння, а також робить цю інформацію доступною в Інтернеті. Він публікує щоквартальний журнал The Climber (який також є онлайн) і щорічний New Zealand Alpine Journal. NZAC володіє 17 будиночками та гірськими притулками, які доступні для використання членами клубу та іншими альпіністами. Більшість секцій клубу пропонують навчальні курси для альпіністів-початківців, клуб також пропонує навчання для набуття навичок середнього та просунутого рівня. NZAC спонсорує щорічну національну серію з болдерингу, яка проводиться протягом літа в чотирьох місцях, а також інші місцеві та національні змагання зі скелелазіння.
Популярність альпінізму в Новій Зеландії зросла після сходження на Еверест новозеландця сера Едмунда Гілларі і шерпа Тенцинга Норгеєма у 1953 році. Гілларі є одним з найвідоміших і найшанованіших новозеландців і був довічним членом NZAC. Інші члени NZAC здійснили перші сходження в багатьох гірських районах світу, зокрема в Гімалаях, Антарктиді та Андах.
Нова Зеландія — гірська країна, і альпінізм давно популярний у ній. Можливості для альпінізму зосереджені переважно у Південних Альпах, які простягаються вздовж Південного острова, але також включають інші хребти, такі як Кайкура, Арровсміт та вулкани Північного острова Таранакі, Руапеху, Нгаурухое і Тонгаріро.
Скелелазіння приваблює багатьох учасників у Новій Зеландії, а різноманітний рельєф і типи скель створюють можливості для скелелазіння в деяких містах, таких як Окленд, Крайстчерч і Данідін, а також у межах години їзди від більшості міст Нової Зеландії. Льодолазіння, болдеринг, спортивне скелелазіння та традиційне скелелазіння добре зарекомендували себе в цій країні.